# Topper (motorfiets)
Topper is een historisch scootermerk dat in de jaren vijftig op de markt werd gebracht door Harley-Davidson.
De Topper-scooters hadden een 165 cc-blokje dat in feite was afgeleid van de DKW RT 125 (een stukje oorlogsbuit dat door Harley als “Hummer” werd verkocht). 